# Твердохлібова Любов Порфирівна
Любов Порфирівна Твердохлібова — українська режисерка-документалістка. Нагороджена медалями.
Народилася 28 вересня 1909 р. у м. Горлівці на Донбасі в родині шахтаря. Працювала у Харківській групі «Кіноробмол». Закінчила режисерський факультет Київського кіноінституту (1934). Була режисером-лаборантом у творчій майстерні О.Довженка на Київській кіностудії художніх фільмів. В 1940 р. перейшла на «Київнаукфільм».
Створила стрічки: «Паша Черненко», «Українська РСР» (1938), «Ліси водоохоронної зони», «Полезахисні смуги» (1940), «Багаторічні трави» (1942), «На літній площадці» (1945), «На фермах рогатої худоби» (1947), «Тонкорунне вівчарство» (1948), «Вирощування водоптиці» (1949), «Вирощування качок» (1950), «Діти — друзі птахів» (1951), «Неполивний бавовник» (1952), «За високі врожаї винограду» (1953), «До школи» (1954), «Про них піклуються», «Сільські ясла», «Охороняти здоров'я дітей» (1955), «Чорноморське узбережжя Кавказу» (1956), «Звідки стіл прийшов» (1957), "Комбайн «Шахтар», «Ранкова гімнастика школяра» (1958), «Автоматизація процесів холодного штампування» (1959), «Євпаторійська здравниця», «Нова вимірювальна техніка» (1960), «Никитський ботанічний сад» (1962), «Електричний транспорт» (1963), «Філоксера», «Увага, зварювання!» (1964) та ін.
Була членкинею Спілки кінематографістів України.
Померла 26 травня 2002 р. в Києві.